# هدافة (حبيش)

تعديل مصدري - تعديل

هدافة هي إحدى قرى عزلة قحزة بمديرية حبيش التابعة لمحافظة إب، بلغ تعداد سكانها 890 نسمة حسب تعداد اليمن لعام 2004.